# Cràter de Jamanxin

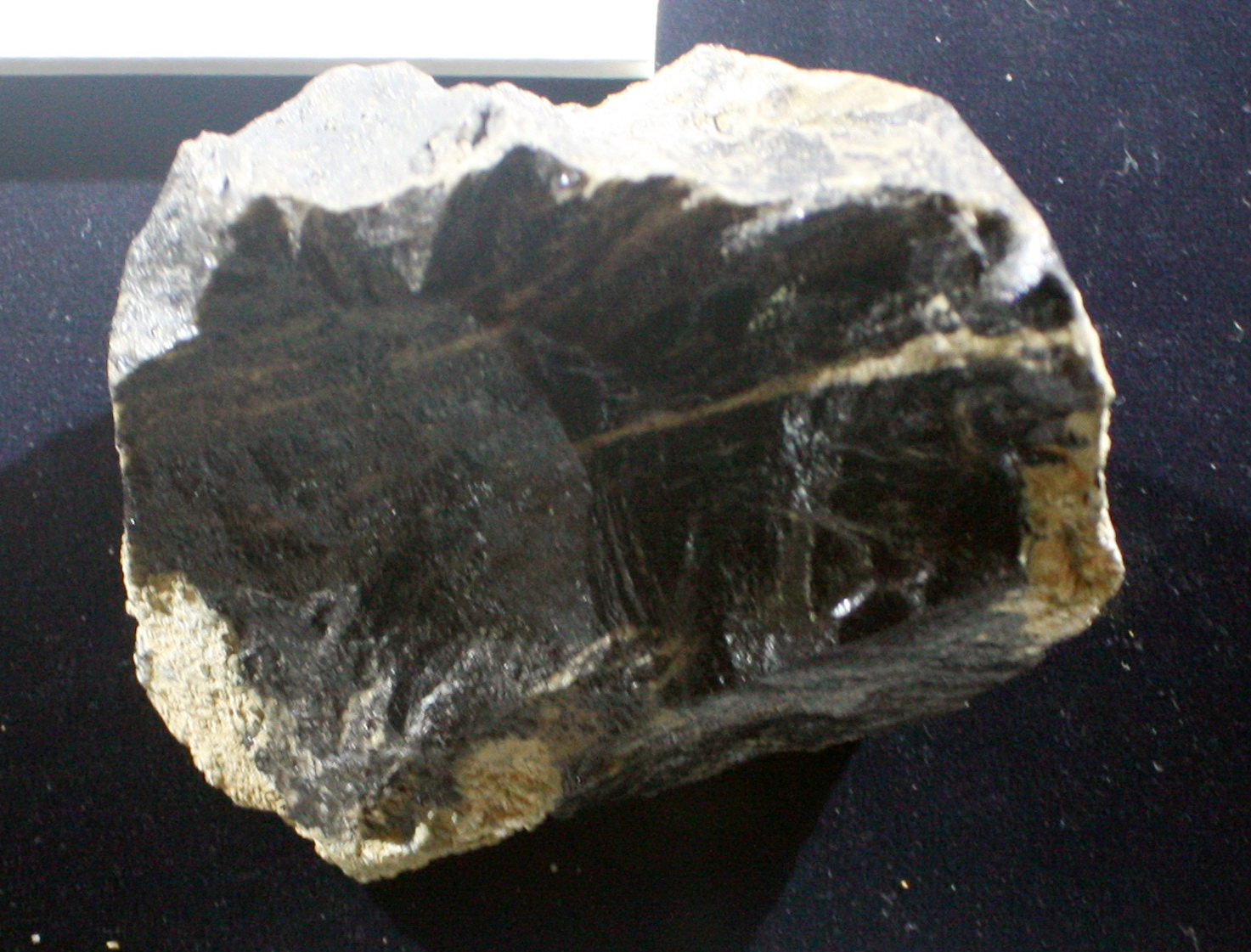
Vidre d'impacte del lloc d'impacte de Jamanxin

El cràter de Jamanxin (Жаманшин) és un cràter d'impacte situat al Kazakhstan.
Té un diàmetre de 14 km i la seva edat va ser estimada en 900.000 ± 100.000 anys (Plistocè). El cràter s'exposa a la superfície.
Es creu que el cràter de Jamanxin és el lloc de l'esdeveniment d'impacte de meteorit més recent que podria haver produït una interrupció comparable a la d'un hivern nuclear, però no va ser prou gran com per haver causat una extinció massiva.
Uns treballs preliminars en la dècada de 1970 van suggerir que tan l'Elguiguitguin com el Jamanxin són la font de la dispersió d'Australàsia.